# 伊藤忠商事東京本社ビル
伊藤忠商事東京本社ビル（いとうちゅうしょうじとうきょうほんしゃビル）は、東京都港区北青山二丁目に所在する高層ビルである。総合商社大手の伊藤忠商事が本社を置く。

## 歴史
1858年に大阪で創業した伊藤忠商事は、1967年から大阪と東京の二本社制を敷き、1970年代には大阪本社の機能の多くは東京本社に移管された。東京都中央区日本橋本町二丁目にあった東京本社の社屋は手狭になり、新社屋の建設が計画された。いくつかの候補地の中から、青山地区が選定された。理由として、東京オリンピック関連の都市整備による青山通りの拡幅で、新たなオフィス街となることが期待される点、地盤が強固で明治神宮外苑など緑地が近く、大規模災害時に社員の安全を確保しやすい点があった。新社屋の設計は日建設計が担当することとなり、間組が所有する既存のハザマビル（のちに解体され、現在は青山OMスクエア）や中小の商店、民家などを再開発することとなる。1978年に建設準備に入り、直ちに本体工事に着手した。これ以前に建設された霞が関ビルディングやサンシャイン60では強いビル風が問題となり、風洞実験に基づいて棟を雁行配置とした（カルマン渦対策）。この形状には日照への配慮も含まれている。基礎工事で発生する15万m3の残土の搬出において、車両運行管理には細心の注意がはらわれた。当初は大型タワークレーン2基で施工する計画であったが、資材運搬と施工を同時にこなすため中型タワークレーン4基に変更。これにより作業の迅速化・効率化に貢献した。秩父宮ラグビー場が真裏にあり、工事用のホイッスルを吹くと選手が混乱するため、試合中はホイッスルの使用を控えるというこの土地特有の配慮もなされた。こうして、1980年11月4日に竣工式を挙行した。

## 建築

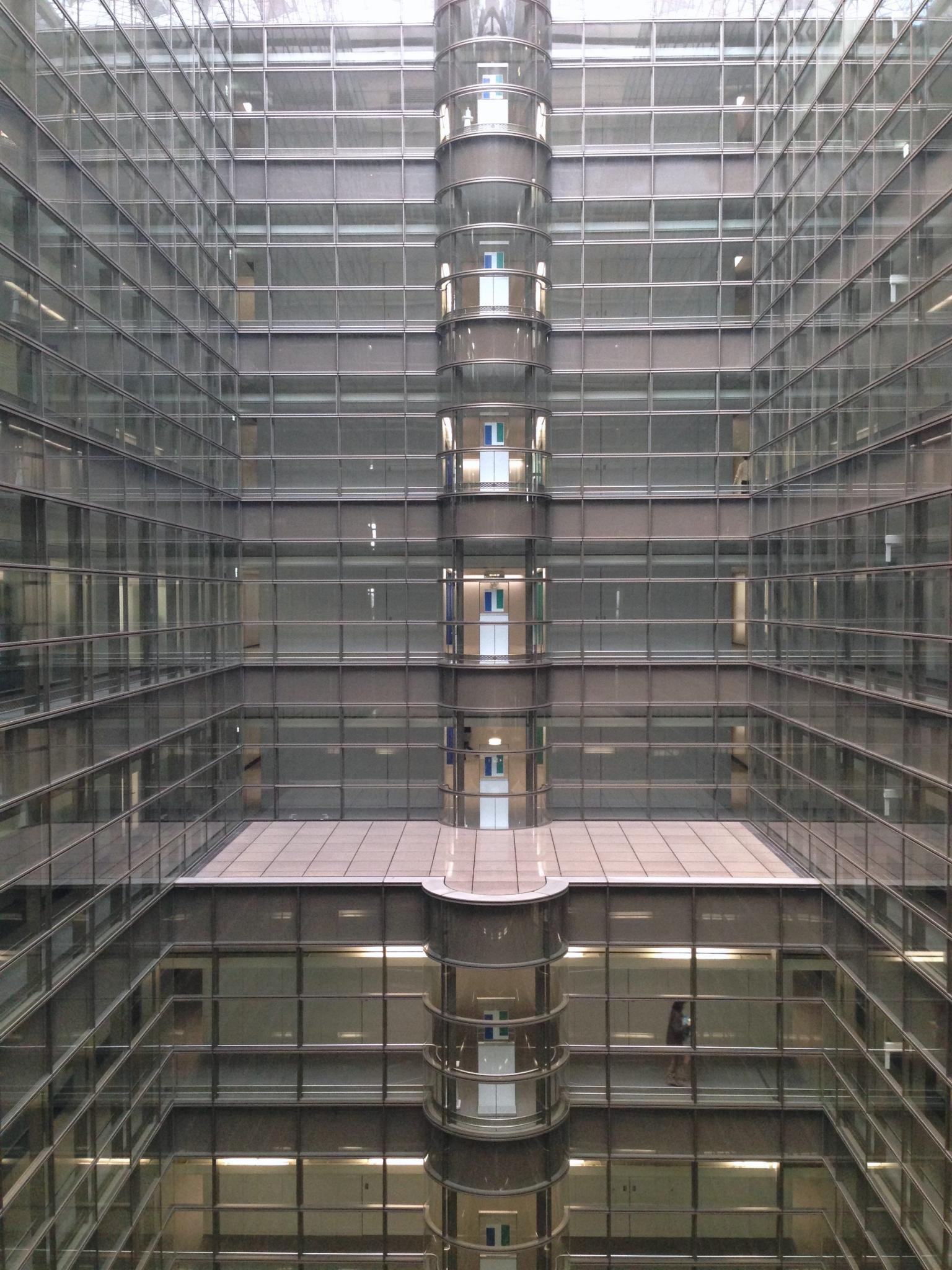
伊藤忠商事東京本社ビル 吹き抜け

本社ビルとイチョウ並木に挟まれた一角は「CIプラザ（シーアイプラザ）」の名称のサンクンガーデンとなり、飲食店などが入る。敷地の約1/3を公開空地とすることにより総合設計制度の適用を受け、高さ90mを越える高層ビルの建設が可能になった。中水道設備や災害備蓄倉庫など公益施設を設けることにより、さらに容積率の割増しを受けている。青山通りの渋滞対策のため車寄せは建物1階に取り込んだ。
本ビルの大きな特徴に、光庭（吹き抜け）がある。1970年代、オイルショックや連続企業爆破事件で、照明が消えた建物内を手探りで歩く状況を目にした日建設計の設計主管の三栖邦博は、人工的な照明や空調がなくても最低限の執務を可能とすることは商社の本社ビルに必須であると考えた。光庭の最上部は29m×17mで、ステンレスパイプ製のトラスに6ミリ径の穴を無数に開けたアルミ板を60度の傾斜で取りつけ、太陽光の拡散と熱負荷の軽減を図っている。最下部の玄関フロアの天井には16m×10mのガラス製の天窓が設けられた。万一の落下物に備え鉄骨と3枚合わせの複層ガラスで構成され、高度な技術が求められるトラスの溶接は、大阪の業者に依頼された。重量はガラスだけで14トンに及び、交通量の少ない深夜に、タワークレーンで最上部まで上げたのち所定の位置に据え付ける工程は一番の難工事であった。光庭には、採光や換気のほか上下のフロアの一体感を生み出す目的もある。
外装には、金属製カーテンウォールやプレキャストコンクリートなどが検討された結果、自然石仕上げに決定した。施主への提案の結果、アメリカ合衆国・サウスダコタ州産の「マホガニー・レッド」が選定されたが、2150m3に及ぶ石材の調達、採石場所や深さによる色ムラ、露天掘りの採石場を襲った歴史的な寒波の問題が生じ、工程のずれ込みが懸念された。そこで、商社である伊藤忠商事は採石現場に社員を派遣し、50日間にわたり労務管理や品質管理にあたった。この石材は、エントランスホールの内装にも磨き仕上げで使用されている。
開館当初より、当時は珍しかったコンピュータによる全館管理が行われている。北側の窓は二重サッシが採用され、遮音性や断熱性が図られた。足元の小窓は開閉可能で、空調を使用しない残業時間帯でも自然換気が行えるよう配慮されている。自家発電装置は常用運転され、夏場のピーク時の電力負荷軽減に貢献した。さらに2009年には、本社ビル屋上とCIプラザに100kw相当の太陽光発電設備が設置され、本社ビル3.5フロア分の電力を賄う。
1階ロビーには、ヘンリー・ムーアの彫刻作品「2つにわかれた横たわる像」が飾られている。
本ビルは1982年に日本建設業連合会主催の第23回BCS賞を受賞している。
2022年5月19日、三井不動産、明治神宮、日本スポーツ振興センター、伊藤忠商事の4者により、「神宮外苑まちづくり」プロジェクトが発足。2036年までに高さ190ｍの高層ビルへ建て替える計画が発表された。